# آنت اولسن
آنت اولسن (به انگلیسی: Anette Olsen) (زاده ۱۹۵۶) کارآفرین، بازرگان و مدیر ارشد اجرایی نروژی است، که در حال حاضر به‌عنوان رئیس هیئت مدیره شرکت فرد. اولسن انرژی و مدیرعامل شرکت بونهیور فعالیت می‌کند.